# 2007 TX431
2007 TX431, também escrito como 2007 TX431, é um objeto transnetuniano que está localizado no Cinturão de Kuiper, uma região do Sistema Solar. Ele possui uma magnitude absoluta de 8,8 e tem um diâmetro estimado com 76 km.

## Descoberta
2007 TX431 foi descoberto no dia 15 de setembro de 2007.

## Órbita
A órbita de 2007 TX431 tem uma excentricidade de 0,440 e possui um semieixo maior de 47,737 UA. O seu periélio leva o mesmo a uma distância de 26,727 UA em relação ao Sol e seu afélio a 68,747 UA.